# Self-Aware
Self-Aware è un singolo del gruppo musicale polacco Riverside, pubblicato il 29 novembre 2022 come secondo estratto dall'ottavo album in studio ID.Entity.

## Descrizione
Si tratta del brano conclusivo del disco ed è stato scelto come singolo in quanto il frontman Mariusz Duda ha affermato che «riassume l'intero album». Il testo tratta le difficoltà di vivere all'interno di una società, ignorando tutti i relativi cambiamenti sociali:
(Mariusz Duda)

## Video musicale
Il video, reso disponibile insieme al singolo, è stato diretto da Marcin Zawadziński e Duda e alterna scene del gruppo eseguire il brano in studio con un collage di filmati tratti da vari concerti e dietro le quinte.

## Tracce
Testi e musiche di Mariusz Duda.
1. Self-Aware – 5:29

## Formazione
Hanno partecipato alle registrazioni, secondo le note di copertina di ID.Entity:
Gruppo
- Mariusz Duda – voce, basso, arrangiamento
- Piotr Kozieradzki – batteria, arrangiamento
- Michał Łapaj – tastiera, organo Hammond, arrangiamento
- Maciej Meller – chitarra, arrangiamento

Produzione
- Mariusz Duda – produzione
- Paweł Marciniak – registrazione (The Boogie Town Studio), missaggio
- Magda Srzedniccy – registrazione (Serakos Studio)
- Robert Srzedniccy – registrazione (Serakos Studio)
- Riverside – missaggio
- Robert Szydło – mastering

## Classifiche
| Classifica (2022) | Posizione massima |
| ----------------- | ----------------- |
| Polonia (radio)   | 8                 |